# Lévis
Lévis è una città canadese localizzata nella provincia del Québec, sulla sponda sud del fiume San Lorenzo, opposta alla città di Québec. Nel 2006 la popolazione di Lévis contava circa 130.006 abitanti, il che la rende l'ottava città più grande del Québec e la trentaquattresima più grande del Canada. La città attuale ha una superficie di 449,32 km².

## Storia
La regione di Lévis è stata abitata per circa 10.000 anni da una popolazione nativa, che la scelse per la sua localizzazione ideale, al l'incrocio di due fiumi (San Lorenzo e Chaudière).
Il primo insediamento europeo fu fondato nel 1636, circa 28 anni dopo la fondazione della città di Québec.